# Varga Gyula (atléta, 1977)
Varga Gyula ( 1977. december 10. – ) közép- és hosszútávfutó, szenior magyar bajnok. 2018-ban kezdett el futni. A futás iránti szenvedélye gyorsan fejlődött, különböző tömegsport rendezvényeken vett részt. Dobogós eredményei inspirálták, hogy szintet lépjen és szervezet keretek között az atlétaként folytassa pályafutását. 2024 januárja óta rendelkezik a Magyar Atlétikai Szövetség által kibocsátott versenyengedéllyel.
2023-ben versenyzett először szenior magyar atlétikai bajnokságon, akkor még egyesületen kívüliként, ahol rögtön az első országos versenyén 5000 m síkfutásban 2. helyen végzett.
2024-ben csatlakozott a KAISER Sportegyesület atlétikai szakosztályához mint szenior hosszútávfutó atléta. Edzőjével, dr. Császár Barbarával 2024. januárban kezdték meg a közös munkát. Eredményei révén 2024 márciusában fedett pályás szenior EB-n (European Masters Athletics Championships Indoor) Lengyelországban képviselte Magyarországot és egyesületét.
A 2024 nyarán megrendezett szenior magyar bajnokságon középtávon szerezte meg első M45 korosztályos magyar bajnoki címét 800 m síkfutásban. A bajnokságon minden számban egyéni csúcsot futott.
Két érmet nyert a szenior ob-n a fehérvári Varga Gyula
A 2025-ös floridai World Masters Athletics világbajnokságon 10 km-es utcai futásban 7. helyezést ért el 37:19-es idővel, míg a 3000 méteres fedett pályás versenyben 9. lett 10:07.45 perces egyéni csúccsal. Eredményei különösen figyelemre méltóak voltak a nehéz pályaviszonyok és korábbi térdsérülése ellenére.  
Hazai és nemzetközi bajnokságokon elért eredményei:
2023
5000 m síkfutás. Szabadtéri szenior magyar bajnokságon M45 korosztály 2. helyezés.
2024
3000 m síkfutás. Fedett pályás szenior magyar bajnokság M45 korosztály 2. helyezés.
3000 m síkfutás. European Masters Athletics Championships M45 korosztály 14. helyezés.
5000 m síkfutás. Szabadtéri szenior magyar bajnokságon M45 korosztály 3. helyezés.
800 m síkfutás. Szabadtéri szenior magyar bajnokságon M45 korosztály 1. helyezés.
2025

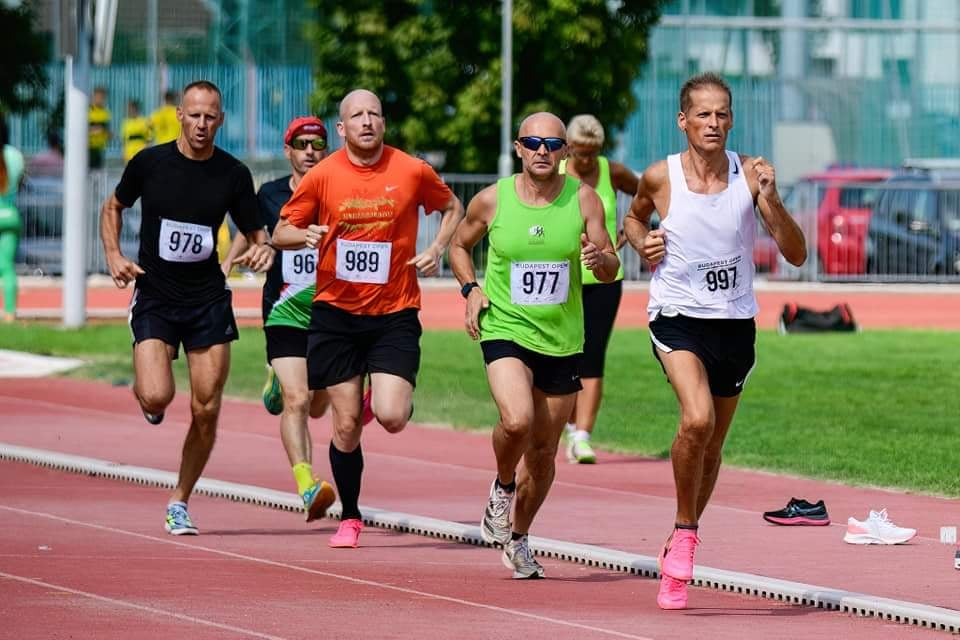
Férfi 800 m döntő

3000 m síkfutás. World Masters Athletics Indoor Championships M45 korosztály 9. helyezés. 
10km utcai futás. World Masters Athletics Indoor Championships M45 korosztály 7. helyezés. 
Előélet 2019-2024
Kezdetben különböző tömegsport rendezvényeken vett részt, ahol szinte mindig dobogós helyezést ért el.
Tömegsport rendezvények keretein belül, utcai futóversenyeinek eredményei:
Azoknál a versenyeknél, ahol nincs korosztályos besorolás, ott abszolútban, ahol van, ott pedig az adott korosztályban értendő az eredmény.
|                                        | 2019 | 2020 | 2021 | 2022 | 2023 | 2024 |
| -------------------------------------- | ---- | ---- | ---- | ---- | ---- | ---- |
| Festék Bázis Félmaraton 10,5 km        |      |      |      |      | 2.   |      |
| Cerbona Fehérvár félmaraton 7 km       |      |      | 2.   | 1.   | 3.   | 2.   |
| Kis-Duna Maraton 10 km                 |      |      |      | 2.   | 2.   |      |
| Hervis Zsámbékfutás 10 km              |      |      |      | 1.   | 1.   | 2.   |
| Lupa Beach Run 10 km                   |      | 1.   |      |      | DNF  |      |
| Hervis Balaton-parti Futónap 10,5 km   | 1.   | 1.   | 1.   | 1.   | 1.   |      |
| Atomfutás 7 km                         |      |      |      |      |      | 1.   |
| Fuss Neki Szilveszteri futógála 10 km  |      |      | 2.   | 2.   | 4.   |      |
| Futapest 11,8 km                       |      |      | 2.   | 4.   |      |      |
| City Cartel 10,5 km                    |      |      |      | 3.   |      |      |
| Pezsgőfutás és Velencei tó kör 12 km   | 2.   |      |      |      |      |      |
| Öreghegyi rügypanttintó sportnap 10 km |      |      | 2.   |      |      |      |
| III Runpunch Balatonfüred 5 km         |      |      |      |      |      | 1.   |
| Fuss Neki Szilveszteri futógála 5 km   |      |      |      |      |      | 1.   |